# Cosmix
Cosmix war ein deutsches Eurodance-Musikprojekt der Musikproduzenten Manfred Holz, Jürgen Blomke und Michael Buchner.

## Geschichte
Im Zuge der allgemeinen Eurodance-Welle in Deutschland Mitte der 1990er Jahre und dem Erfolg der Sandmann’s Dummies mit Dance-Remixen aus der Kinderserie Unser Sandmännchen, wurde das Musikprojekt Cosmix ins Leben gerufen und sampelte Lieder und Stimmen der deutschen Version der Sesamstraße. Mitglieder waren Manfred Holz, Jürgen Blomke und Michael Buchner, die unter anderem bereits ab Ende der 1980er Jahre gemeinsam Lieder für George McCrae produzierten. Die erste Single Quietsche-Entchen, basierend auf den englischen Originaltext von Jeff Moss und der deutschen Übersetzung durch Volker Ludwig, erreichte die Top 20 der deutschen Singlecharts. Die Nachfolgesingle Kekse (lecker happa-happa) konnte sich ebenfalls in diesen Charts platzieren. Das am 23. Oktober 1995 veröffentlichte Studioalbum verpasste genauso wie die dritte Singleveröffentlichung die Charts. Danach erfolgten keine weiteren Veröffentlichungen unter dem Namen Cosmix.

## Diskografie

### Studioalben
- 1995: Sesamstrasse – The Remix Album (feat. Ernie & Friends)

### Singles
| Jahr | Titel Album                                               | Höchstplatzierung, Gesamtwochen, AuszeichnungChartsChartplatzierungen (Jahr, Titel, Album, Platzierungen, Wochen, Auszeichnungen, Anmerkungen) | Anmerkungen                                                  |
| Jahr | Titel Album                                               | DE | Anmerkungen                                                  |
| ---- | --------------------------------------------------------- | --- | ------------------------------------------------------------ |
| 1995 | Quietsche-Entchen Sesamstrasse – The Remix Album          | DE17 (11 Wo.)DE | Erstveröffentlichung: 26. Mai 1995 feat. Ernie               |
| 1995 | Kekse (Lecker Happa-Happa) Sesamstrasse – The Remix Album | DE32 (7 Wo.)DE | Erstveröffentlichung: 29. September 1995 feat. Krümelmonster |

Weitere Singles
- 1995: Mah Na Mah Na Ba-Dee-Bee-Dee-Bee